# Diego Fernández de Palencia
Diego Fernández de Palencia (c. 1520 - c. 1581) fue un historiador español del siglo XVI, reconocido por su labor como cronista oficial del Perú, destacándose por sus detalladas descripciones de eventos políticos y militares en el contexto de la colonización española en América.

## Biografía
Nacido en Palencia, Fernández, conocido también como "El Palentino", fue educado inicialmente para seguir la carrera eclesiástica. Sin embargo, alrededor de 1545 cambió de rumbo y embarcó hacia el Perú, donde comenzó a servir en el ejército real bajo las órdenes del conquistador Alonso de Alvarado. Su llegada se produjo después de la rebelión de Gonzalo Pizarro, en un contexto de inestabilidad en la colonia.
El 19 de diciembre de 1550, por provisión real en Valladolid, fue nombrado escribano de número para el cabildo de Lima, cargo que asumió el 19 de junio de 1553. En esta función, participó en la represión de la rebelión de Francisco Hernández Girón, conocida como "la rebelión de los descontentos". Fernández fue parte del ejército organizado por la Real Audiencia de Lima, cubriendo sus propios gastos y estando presente tanto en la derrota de Villacurí (Ica, marzo de 1554) como en la victoria de Pucará (Puno, 8 de octubre de 1554).
Tras estos eventos, Fernández retomó su puesto de escribano, aunque debido a problemas de salud solicitó nombrar lugartenientes para que lo asistieran en sus funciones, entre ellos Ambrosio de Moscoso y Alonso Ortiz Navarrete. Es posible que dichas "enfermedades" hayan sido en realidad una excusa para dedicarse a redactar su obra, posiblemente bajo la protección del oidor Melchor Bravo de Saravia, entonces encargado de la Audiencia de Lima tras la muerte del virrey Antonio de Mendoza.

## Obra
Como cronista, Fernández fue testigo y relator de los conflictos internos que marcaron la consolidación del dominio español en el Perú. Su obra principal, Primera y segunda parte de la Historia del Perú, publicada en Sevilla en 1571 y dedicada al rey Felipe II de España, aborda con exhaustividad las rebeliones de Francisco Hernández Girón y Gonzalo Pizarro, así como las medidas de pacificación lideradas por Pedro de la Gasca. La obra destaca por basarse en fuentes primarias, como documentos oficiales y correspondencia, lo cual añade profundidad y autenticidad a sus relatos.
Fernández también ofrece descripciones geográficas y etnográficas que brindan una perspectiva cultural sobre los pueblos indígenas y su relación con los colonizadores. Estas observaciones etnográficas son fundamentales para entender las costumbres locales y el impacto de la presencia española. Su perspectiva cercana a la de un soldado y testigo presencial le permite capturar detalles de la vida cotidiana en los territorios conquistados.

### Estilo y Aportaciones
Fernández es conocido por su estilo narrativo claro y su habilidad para equilibrar el rigor histórico con accesibilidad. Emplea estrategias que humanizan a los personajes y contextualizan sus acciones en la compleja realidad política y social del momento. Su acceso a documentos oficiales le permitió construir una crónica exhaustiva, considerada entre las crónicas más objetivas de la época.

### Recepción y Legado
La obra de Fernández ha sido objeto de estudio por numerosos historiadores y se considera una referencia clave para comprender la consolidación del dominio español en el Perú. Su detallado enfoque influyó en la historiografía peruana y española, combinando precisión documental con descripciones etnográficas. Su legado es especialmente relevante en estudios sobre la conquista, permitiendo un análisis que explora tanto la perspectiva española como las complejidades culturales del Perú del siglo XVI.